# Fousseni Diawara
Fousseni Diawara (Párizs, 1984. augusztus 28. –) mali válogatott labdarúgó, jelenleg a Tours játékosa.

## Sikerei, díjai
FC Sochaux
- Francia kupagyőztes (1): 2006–07